# Catherine Demeter

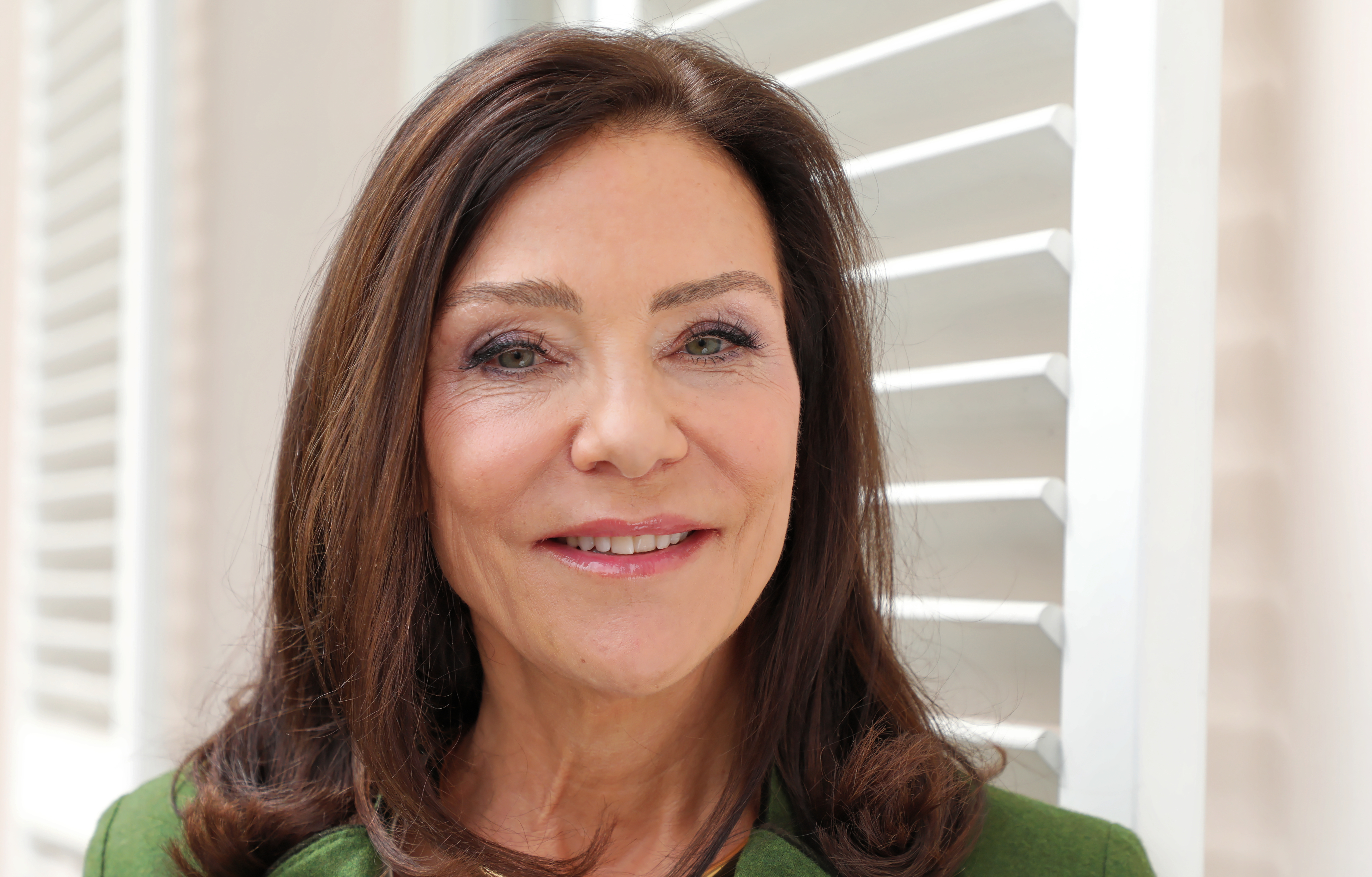
Catherine Demeter, April 2021

Catherine Demeter (* 7. November 1963 in Paris) ist eine Wirtschaftsmanagerin und Philanthropin und seit 2013 Mehrheitsvertreterin der Augustiner-Bräu Wagner KG München, der ältesten noch bestehenden Brauerei in München.

## Leben und Ausbildung
Geboren in Paris als Tochter von Brigitte von Fürer-Haimendorf und Alexander Demeter verbrachte Catherine Demeter dort ihre ersten Lebensjahre. 1966 zogen ihre Eltern nach Wien, wo Demeter zweisprachig aufwuchs, französisch und deutsch. In Wien besuchte sie von 1969 bis 1973 das Lycée Français de Vienne, dann das österreichische Billrothgymnasium, wo sie mit 17 Jahren maturierte. Nach der Matura studierte sie an der Universität Wien die geisteswissenschaftliche Studienrichtung „Übersetzer und Dolmetscherausbildung“ in Deutsch, Französisch und Spanisch und schloss mit dem Diplom „Akademisch geprüfte Übersetzerin“ ab.

## Berufliche Stationen
Von 1986 bis 2008 war Demeter für Konferenzen wie die KSZE, heute OSZE, und Konzerne sowie Berater-Unternehmen tätig. 2008 gründete sie das Demeter Family-Office in Wien mit Schwerpunkt auf Entwicklung und Vermietung hochwertiger Immobilien im Eigenbesitz, in dem sie bis heute tätig ist.

### Augustiner-Bräu
Catherine Demeter ist Mitgesellschafterin der Augustiner-Bräu Wagner KG, hält seit 1995 den drittgrößten Anteil an dem Unternehmen, und nimmt seit 1982 an den Versammlungen der Kommanditgesellschaft teil. 2013 wurde sie zur Vorsitzenden der Gesellschafterversammlung gewählt und vertritt seitdem zusätzlich zu ihren eigenen Anteilen den 50,1-%-Anteil der Edith-Haberland-Wagner Stiftung. Als bürgerliche Privatbrauerei besteht die 1328 von Augustiner-Mönchen gegründete Brauerei seit 1829. In diesem Jahr erwarb Demeters Vorvorfahre, der Freisinger Brauer Anton Wagner, den Betrieb, der heute als Kommanditgesellschaft mehr als 80 Gaststätten betreibt.

Der heutige Status der Augustinerbrauerei geht ebenfalls auf eine Frau zurück, auf Demeters Urgroßtante Edith Haberland-Wagner (1899–1996). Als Nachfahrin der Gründer der Augustiner-Brauerei München in vierter Generation erbte sie 1981 zusammen mit weiteren in Bayern, Österreich und Nordamerika lebenden Cousinen und Vettern die Brauerei. Demeters Großmutter mütterlicherseits, Armgart Wagner-Scheid, war eine Nichte der Stiftungsgründerin Edith Haberland-Wagner. Catherine Demeter ist also die Urgroßnichte von Edith Haberland-Wagner. Haberlands Anteil an Augustiner-Bräu betrug 50 Prozent. Mit einem Bierausstoß von 1,63 Millionen Hektoliter (2018) ist Augustiner unter den Münchner Großbrauereien die kleinste, zählt allerdings zu den größten eigenständigen Privatbrauereien in Deutschland.

### Edith-Haberland-Wagner Stiftung
Demeters Urgroßtante Edith Haberland verfügte in ihrem Testament die Gründung der gemeinnützigen Edith-Haberland-Wagner Stiftung und vermachte der Stiftung ihren Mehrheitsanteil an der Brauerei. Zum Vorstand der Stiftung bestimmte sie Ferdinand Schmid auf Lebenszeit und räumte ihm testamentarisch das Recht ein, seine Nachfolgerin bzw. seinen Nachfolger zu bestimmen. Vor seinem Tod im Jahre 2013 ernannte Schmid Catherine Demeter zur Leiterin der Edith-Haberland-Wagner Stiftung. Seither bestimmt Demeter als Nachfahrin der Augustiner Gründer-Dynastie Wagner in siebenter Generation die Geschicke der Augustinerbrauerei München und der wirtschaftlichen Unternehmungen der Edith-Haberland-Wagner Stiftung.

Die von Catherine Demeter geführte Edith-Haberland-Wagner Stiftung und das Unternehmen Augustiner-Bräu sind eng miteinander verflochten. Historischer Kern der Unternehmungen und Einrichtungen der Stiftung ist die Augustinerbrauerei in München. Das von Demeter geführte Portfolio enthält unter anderem zahlreiche sanierte unter Denkmalschutz stehende Anwesen wie die Alte Kongresshalle und das Bier- und Oktoberfestmuseum in München, ferner das Gut und Schloß Freiham, ein Teil des Alten Schlosses in Bayreuth sowie traditionsreiche Gaststätten in Dresden, Erfurt, Wien, Bad Gastein und Salzburg und in Innsbruck, dort das Kulturgasthaus Bierstindl und der Stiftskeller. Zum Portfolio der Augustinerbrauerei gehören u. a. in München das Asam-Schlössl, das Augustiner-Stammhaus an der Landsberger Straße, der Augustiner-Keller, das Gasthaus Isarthor und das Bratwurst Glöckl am Dom neben der Münchener Frauenkirche.

## Gesellschaftliches Engagement
Als Verantwortliche der Edith-Haberland-Wagner Stiftung fördert Catherine Demeter Projekte und Einrichtungen in den Bereichen Bildung und Erziehung, Tradition und Brauchtum, Jugendhilfe, Sport und Gesundheit, Umweltschutz, Wissenschaft und Forschung. Ein Beispiel ist die wissenschaftliche Erschließung und Digitalisierung von rund 30.000 druckgraphischen Bildnissen von der Antike bis ins 20. Jahrhundert in der Staatlichen Graphischen Sammlung München. Demeter fördert das ambulante Kinderhospiz München, weiters „Power Child“, eine Beratungsstelle für missbrauchte Minderjährige und Felix Neureuthers Projekt „Beweg Dich schlau“ für mehr mentale und körperliche Gesundheit der Kinder, sowie den „euward“, eine Auszeichnung für Kunst im Kontext geistiger Behinderung. Ein weiteres Beispiel ist die Förderung eines Meditationsprojekts der Universität München. Unterstützung bekommen auch Umweltprojekte wie der Verein zur Rettung des Waldrapps, und die Klimaküche von Green City, sowie soziale Projekte wie die Obdachlosenhilfe von St. Bonifaz München. Ein erheblicher Anteil der Stiftungsgelder fließt in den Denkmalschutz. Eins der größeren geförderten Projekte war die Renovierung der von Leo von Klenze geschaffenen Gelben Treppe am Prunkaufgang der Münchner Residenz.  In Wien, wo Demeter nach wie vor wohnt, leitet sie im Rahmen der Edith-Haberland-Wagner Stiftung eine eigene gemeinnützige GmbH. Catherine Demeter ist darüber hinaus Mitglied im Kuratorium der Hypo-Kulturstiftung und Mitglied im Kuratorium „Freundeskreis des Bayerischen Nationalmuseums e.V.“.

## Ehrungen
Für ihr soziales und kulturelles Engagement hat Catherine Demeter 2016 die Denkmalschutzmedaille des Bayerischen Landesamtes für Denkmalpflege für die Edith-Haberland-Wagner Stiftung erhalten. Das Land Tirol würdigte 2018 mit der Verleihung des Großen Tiroler Adler-Ordens insbesondere das denkmalpflegerische Engagement Demeters und führte in der Laudatio die Renovierung und Revitalisierung der Orangerie im Stift Stams, sowie des Stiftskellers und des Kulturgasthaus Bierstindl in Innsbruck an. 2021 wurde ihr der Bayerische Verdienstorden verliehen. In der Laudatio wurde Demeters vielfältiges soziales Wirken, unter anderem ihr Einsatz für die Altenhilfe, die Kinder- und Jugendförderung sowie nicht zuletzt ihr Engagement für die Revitalisierung der „Gelben Treppe“ in der Münchner Residenz hervorgehoben. Demeter helfe dabei mit, dass München eine Stadt mit Herz sei. Am 11. Juli 2023 wurde Frau Demeter der Münchner Wirtschaftspreis für Frauen LaMonachia 2023 verliehen. Die Republik Österreich verlieh Catherine Demeter 2023 das Große Ehrenzeichen für Verdienste um die Republik Österreich.